# داستان دکتر واسل
داستان دکتر واسل (انگلیسی: The Story of Dr. Wassell) یک فیلم در ژانر درام، زندگی‌نامه‌ای، جنگی، و اکشن به کارگردانی سیسیل بی. دمیل است که در سال ۱۹۴۴ منتشر شد.

## بازیگران
- گری کوپر
- لارین دی
- سیگنی هاسو
- دنیس اوکیف
- پال کلی
- آن دران
- باربارا بریتن
- الیوت رید
- گوین مویر
- لین چندلر
- لوئیس جین هیت
- لودویگ دونات
- میلدرد هریس
- میلز ماندر
- فیلیپ آن
- ریچارد لو
- ایوان دکارلو
- ادوارد فیلدینگ
- لستر متیوز
- فیلیپ فن زانت
- سیسیل بی. دمیل
- استنلی ریجز
- دودلز ویوِر
- مورتون لاوری
- جک نورتون
- ادموند مک‌دانلد